# Xi Andromedae
Xi Andromedae este o stea din constelația Andromeda.
1. ↑  Elemental abundances in the atmosphere of clump giants[*] Verificați valoarea |titlelink= (ajutor)
2. 1 2  Rotational and radial velocities for a sample of 761 Hipparcos giants and the role of binarity[*] Verificați valoarea |titlelink= (ajutor)